# Arthromeris mairei
Arthromeris mairei är en stensöteväxtart som först beskrevs av Guido Georg Wilhelm Brause, och fick sitt nu gällande namn av Ren-Chang Ching. Arthromeris mairei ingår i släktet Arthromeris och familjen Polypodiaceae. Inga underarter finns listade.